# Dona Eusébia
Dona Eusébia là một đô thị thuộc bang Minas Gerais, Brasil. Đô thị này có diện tích 54,47 km², dân số năm 2007 là 5569 người, mật độ 106 người/km².